# René Thomas (autocoureur)

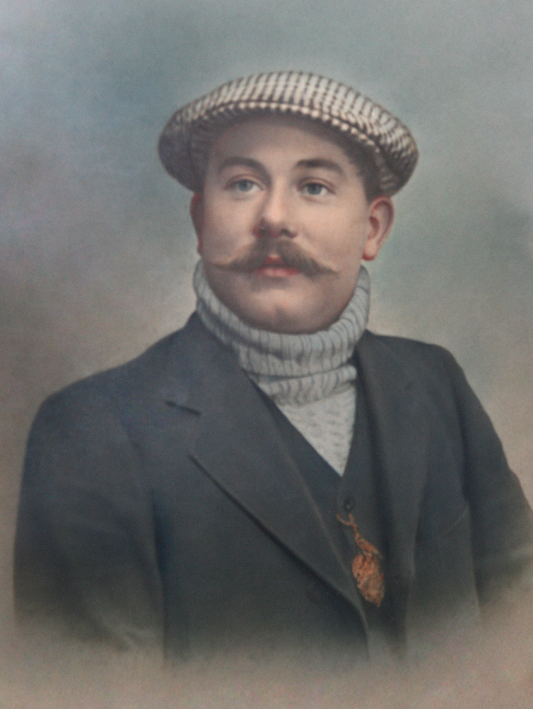
René Thomas

René Thomas (Périgueux, 7 maart 1886 – Colombes, 23 september 1975) was een Frans autocoureur. Hij won de Indianapolis 500 in 1914.

## Carrière
Thomas reed de Indianapolis 500 vier keer in zijn carrière. Hij won de race bij zijn eerste deelname in 1914 in een Delage. In 1920 werd hij tweede na Gaston Chevrolet. Op 6 juli 1924 verbeterde hij in het Franse Arpajon het wereldsnelheidsrecord op land met een snelheid van 230,638 km/h. Het hield niet lang stand. Zes dagen later zette de Brit Ernest Eldridge een nieuw record neer. Thomas overleed in 1975 op 89-jarige leeftijd.